# جون أبركرومبي (سياسي)
جون أبركرومبي هو محامي وسياسي أمريكي، ولد في 17 مايو 1866 في مقاطعة سانت كلير في الولايات المتحدة، وتوفي في 2 يوليو 1940 في مونتغومري في الولايات المتحدة. نشط حزبياً في الحزب الديمقراطي. وقد انتخب عضو مجلس النواب الأمريكي ‏.